# La Torre (Anglés)
La Torre o Villa Eulalia es un edificio de Anglés (provincia de Gerona, Cataluña, España) incluido en el Inventario del Patrimonio Arquitectónico de Cataluña.

## Edificio
El espacio físico del gran solar se reparte en dos grandes construcciones: por un lado tenemos lo que sería la casa de servicios. Se trata de una gran construcción de planta rectangular y dos pisos que a fin de analizarla mejor la podríamos estructurar en tres partes. El sector central está repujado respecto a los dos cuerpos laterales que lo flanquea y está cubierto con un tejado a dos aguas de vertientes en laterales. Mientras que los cuerpos laterales están cubiertos por un tejado a dos aguas de vertientes a fachada.
En el cuerpo central, la planta baja consta de un aparato acolchado de piedra y de una gran apertura de arco carpanel rebajado coronada por la efigie de un caballo. Una franja o faja de cerámica, que recorre toda la superficie de la fachada de punta a punta, marca el final de la planta baja y el inicio del primer piso que tiene como materia prima el ladrillo y que alberga tres aberturas rectangulares con predominio de la central.
Un síntoma del gran programa ornamental y decorativo que se ha desplegado tanto en este edificio son los vigas de madera que han recibido un trabajo muy diestro y avanzado que les ha acabado convirtiendo en efigies de dragones y que dará lugar a una cornisa corrida que da la vuelta a todo el perímetro del edificio.
En cuanto a los dos cuerpos laterales éstos han recibido un tratamiento similar, es decir: en la planta baja encontramos tres vanos de arco carpanel rebajado con un encuadre de piedra rectangular, realzadas en su intersección por la franja o faja de cerámica vegetal o florada. En el piso superior se reproduce la misma solución que la planta baja con la diferencia del tamaño sensiblemente menor de las aberturas.
A modo de apunte hay que decir que la fachada que hemos analizado es la principal y fruto de ello se han dedicado y reservado los materiales más preciados. Pues la fachada posterior es mucho más austera y se han empleado pocos recursos y además de mala calidad que han provocado que experimente un alto grado de deterioro.
Dentro de esta propiedad es de destacar la pervivencia de un elemento emblemático y muy interesante como es el palomar. Este consta de cubierta a cuatro aguas y de cuatro ventanas que imita el peculiar arco de herradura.
Después de la casa de servicios y separadas por una valla, tenemos la gran casa señorial. Se trata de un centro de notables dimensiones que consta de tres plantas. En la planta baja encontramos la cocina, el espectacular comedor pero sobre todo la singular capilla. El primer piso o planta noble, estaba exclusivamente dedicado a los señores y además disponía de una habitación reservada para el obispo. Finalmente tenemos la segunda planta donde se alojaban los mayordomos. Como rasgo peculiar cabe destacar que las escaleras de la planta baja y del primer piso de mármol, mientras que las del segundo son de un material austero ni mucho menos comparable a la majestuosidad del mármol.
El cuerpo principal es rectangular, de dos plantas y cubierta de doble vertiente con tejas vidriadas de color azul oscuro. Tiene un pabellón esquinero ligeramente sobresaliendo que sirve de distribuidor para dos galerías porticadas ante sendas fachadas. Una de estas galerías, de dos niveles tiene seis arcos de medio punto sustentadas por unas columnas híbridas y terraza.
En la esquina izquierda de la fachada se yergue una torre cuadrada. Esta es de aparato acolchado y dispone de tres plantas y tejado piramidal de teja plana vidriada del mismo color que el resto de la cubierta y coronada por un motivo zoomórfico, muy popular en las dos construcciones, como es el dragón.

## Historia
La primera construcción que hemos analizado es decir, la "casa del servicio" estaba destinada a diversos usos como eran los siguientes: en el sector central en la planta baja se aparcaba la carroza de aquí se explicaría la presencia de la efigie del caballo. El piso superior serviría como almacén de productos. El sector derecho, la planta baja actuaba como cuadros para los caballos y el piso superior se encontraban las viviendas destinadas al personal de la finca especialmente al chofer. En el sector izquierdo, la planta baja estaba dirigida a bodega y como lavadero para lavar la ropa. En el piso superior se encontrarían el resto de viviendas dedicadas al personal.
La primitiva residencia que tenían los Burés en Anglés fue el Mas Cuc, pero durante los primeros años del siglo XX se hicieron construir una magnífica torre cercada de jardines, conocida con el nombre de "La Torre".
Paralelamente a "La Torre", Frederic Homs Cabanas compró la casa de la calle Mayor número 2, la restauró, y construyó una magnífica mansión modernista (actual Cal Roig), si bien esta fue la segunda residencia de dicha familia, pues habitualmente residían en Gerona.